# Janikowo
Janikowo (udtale: [jaɲiˈkɔvɔ], tysk: Amsee) er en by i det nordlige, centrale Polen, i voivodskabet Kujawsko-pomorskie og har 8.354(2021) indbyggere, og et areal på 9,51 km². Den er en del af powiat (amt) Inowrocław.

## Geografi
Janikowo ligger omkring 40 kilometer syd for Bydgoszcz (Bromberg) og 45 kilometer sydvest for Toruń (Thorn).